# Claudia Barth
Claudia Barth (Ulm, 28 de enero de 1975) es una deportista alemana que compitió en remo.
Ganó una medalla de bronce en el Campeonato Mundial de Remo de 1996, en la prueba de cuatro sin timonel. Participó en los Juegos Olímpicos de Sídney 2000, ocupando el sexto lugar en la prueba de dos sin timonel.

## Palmarés internacional
| Campeonato Mundial | Campeonato Mundial       | Campeonato Mundial | Campeonato Mundial |
| Año                | Lugar                    | Medalla            | Prueba             |
| ------------------ | ------------------------ | ------------------ | ------------------ |
| 1996               | Motherwell (Reino Unido) | Medalla de bronce  | Cuatro sin timonel |